# Вани (Харагаульский муниципалитет)
Вани (груз. ვანი) — село в Грузии, на территории Харагаульского муниципалитета края (мхаре) Имеретия.

## География
Село находится в западной части Грузии, на берегах реки Джинджуры (левый приток Чхеримелы), на расстоянии 6 километров к юго-востоку от посёлка городского типа Харагаули, административного центра муниципалитета. Абсолютная высота — 560 метров над уровнем моря.

## Население
По результатам официальной переписи населения 2014 года, в Вани проживало 190 человек (95 мужчин и 95 женщин). В национальной структуре населения грузины составляли 100 %.
| Год  | Население, человек |
| ---- | ------------------ |
| 2002 | 280                |
| 2014 | ↘ 190              |